# Bassus marshi
Bassus marshi är en stekelart som först beskrevs av Bhat och Gupta 1977.  Bassus marshi ingår i släktet Bassus och familjen bracksteklar. Inga underarter finns listade.